# تریسی اسپیریداکوس
تریسی اسپریداکوس (انگلیسی: Tracy Spiridakos؛ زادهٔ ۲۰ فوریهٔ ۱۹۸۸) بازیگر یونانی‌تبار اهل کانادا است. وی از سال ۲۰۰۷ میلادی تاکنون مشغول فعالیت بوده‌است.
از فیلم‌ها یا مجموعه‌های تلویزیونی که وی در آن‌ها نقش داشته است، می‌توان به ظهور سیاره میمون‌ها و انقلاب اشاره نمود.